# Хименес, Андрес
Андрес Алексис Хименес Моралес (исп. Andrés Alexis Jiménez Morales, р.17 октября 1967) — кубинский борец греко-римского стиля, панамериканский чемпион и чемпион Панамериканских игр.

## Биография
Родился в 1967 году в Сантьяго-де-Куба. В 1986 году стал панамериканским чемпионом, а также чемпионом Игр Центральной Америки и Карибского бассейна. В 1987 году вновь стал панамериканским чемпионом, и завоевал золотую медаль Панамериканских игр. В 1988 и 1989 годах вновь становился панамериканским чемпионом.